# Matthieu Bordenave
Matthieu Bordenave (* 1983 in Tarbes) ist ein französischer Jazzmusiker (Saxophone, Klarinetten, Komposition).

## Leben und Wirken
Bordenave erhielt zunächst klassischen Saxophonunterricht in der Klasse von Christian Charnay am Konservatorium von Annecy, bevor er mit 17 Jahren nach Paris zog, wo er in der Klasse von André Villéger Unterricht im Fach Jazzsaxophon erhielt. Anschließend studierte er am Nationalkonservatorium (CNSM) in der Abteilung Jazz und Improvisierte Musik. Zudem nahm er Bassklarinettenunterricht bei Jean-Marc Volta und Philippe-Olivier Deveaux. Er absolvierte Workshops bei Chris Potter, Louis Sclavis, Paolo Fresu und Marc Johnson. An der Hochschule für Musik und Theater München absolvierte er ab 2008 den Masterstudiengang bei Leszek Zadlo.
2011 veröffentlichte er sein Debüt-Album mit eigenem Quartett. Seit 2014 ist er mit dem basslosen Trio „Le Café Bleu International“ beim Label Enja unter Vertrag; bisher sind zwei Alben erschienen. Sein mit dem schlagzeuglosen Trio „Archipel“ in Pernes-les-Fontaines aufgenommenes Album La Traversée (dt.: Durchquerung, Übergang), das von der Lyrik des Dichters René Char inspiriert ist, kam im September 2020 bei ECM heraus. Gemeinsam mit dem Gitarristen Geoff Goodman leitet er ein Quintett, das das Album Inverted Forest veröffentlichte. Mit Dine Doneff und Julian Hesse spielt er zudem in Fragments of a Tale. Mit Goodman und Rudi Mahall bildete er das Trio Mostly Monk. 2024 folgte bei ECM in Quartettbesetzung das Album The Blue Land, das neben Eigenkompositionen auch Klassiker von John Coltrane enthält.
Bordenave trat regelmäßig auf renommierten europäischen Bühnen auf; Konzerttourneen führten ihn bis nach Japan und Korea. Dabei spielte er mit Musikern wie Lee Konitz, Henning Sieverts, Peter O’Mara, Christian Elsässer, Florian Weber, Geoff Goodman, Walter Lang, Axel Schlosser, Josef Reßle, Kilian Kemmer, James Maddren oder Matthias Lindermayr.
Bordenave lebt und arbeitet seit 2008 in München.

## Diskographische Hinweise
- Some Other Time (village pond Records 2011, mit Peter O’Mara, Henning Sieverts, Matthias Gmelin)
- Le Café Bleu International Plays Édith Piaf (Enja 2014, mit Leonhard Kuhn, Jay Lateef)
- Goodman Bordenave Quintett Inverted Forest (Double Moon Records 2015, mit Gerhard Gschlößl, Andreas Kurz, Bastian Jütte)
- Le Café Bleu International Tells Bedtime Stories (Enja 2016)
- Matthieu Bordenave Grand Angle Terre de Sienne (Enja 2017, mit Peter O’Mara, Henning Sieverts, Shinya Fukumori)[6]
- Matthieu Bordenave, Patrice Moret, Florian Weber: La Traversée (ECM, 2020)
- The Blue Land (ECM, 2024, mit Florian Weber, Patrice Moret, James Maddren)[7]